# Zuzana Rehák-Štefečeková
Zuzana Rehák-Štefečeková (Nitra, 15 de janeiro de 1984) é uma atiradora esportiva eslovaca, medalhista olímpica.

## Carreira
Rehák-Štefečeková participou dos Jogos Olímpicos de Verão de 2020 em Tóquio, onde participou da prova de fossa olímpica, conquistando a medalha de ouro ao se consagrar campeã com a totalização de 43 pontos. Nas edições de 2008 e 2002, ela foi vice-campeã na mesma modalidade com a medalha de prata.